# William Aiton
Để biết thêm về con trai của ông, xem William Townsend Aiton

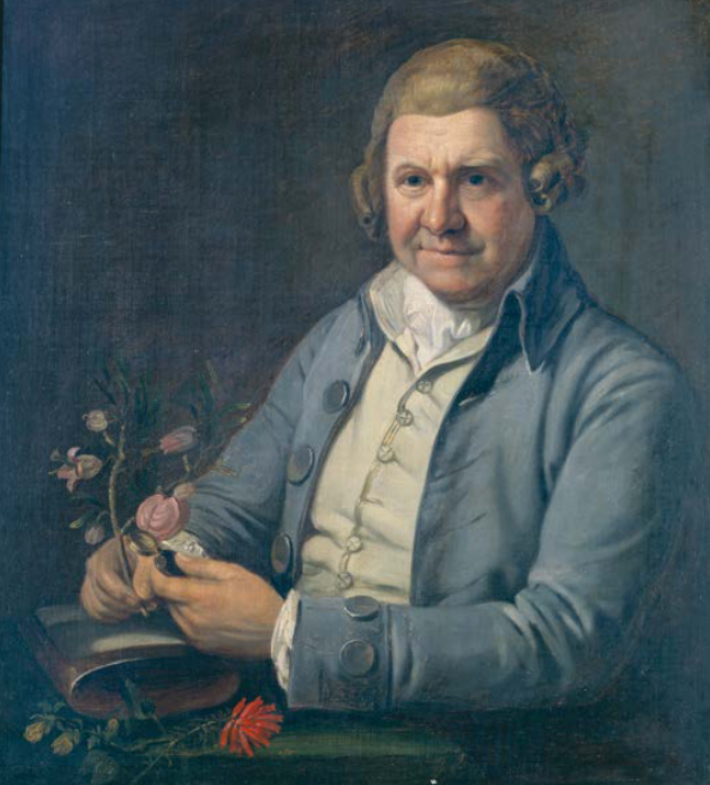
William Aiton (1731-1793).

William Aiton (1731 – 2 tháng 2 năm 1793) là một nhà thực vật học người Scotland.
Aiton được sinh ra gần Hamilton. Được đào tạo đầy đủ về nghề làm vườn, ông chuyển đến Luân Đôn vào năm 1754, và trở thành người phụ tá của Philip Miller, và sau là người trông nom Vường Thảo dược Chelsea. Năm 1759 ông được chỉ định làm giám đốc của một vườn thực vật vừa mới được thành lập tại Kew, nơi ông làm việc cho tới cuối đời. Ông có nhiều ảnh hưởng trong cải tiến việc làm vườn, và vào năm 1789 ông xuất bản cuốn sách Hortus Kewensis, đây là một bộ sưu tập các loài cây được nuôi trồng trong vườn nhà.
lần xuất bản thứ hai và có bổ sung của cuốn Hortus là vào năm 1810-1813 được thực hiện bởi người con cả của ông là William Townsend Aiton. 